# Hendrik van den Bussche
Hendrik Geerard van den Bussche (* 4. Mai 1945 in Denderbelle, Belgien; † 13. September 2023 in Bonheiden) war ein deutsch-belgischer Mediziner und Medizinhistoriker.

## Leben
Hendrik van den Bussche studierte von 1962 bis 1969 Humanmedizin an der Katholischen Universität Löwen in Belgien. Danach war er als wissenschaftlicher Mitarbeiter an verschiedenen Instituten der Universitäten München, Ulm und Frankfurt tätig. Von 1975 bis 1992 lehrte er als Professor für Hochschuldidaktik der Medizin an der Universität Hamburg. 1993 wurde er zum Direktor des Instituts für Allgemeinmedizin am Universitätskrankenhaus Eppendorf in Hamburg ernannt. Von 2003 bis 2006 war van den Bussche Prodekan für Lehre der Medizinischen Fakultät an der Universität Hamburg, von 2007 bis 2010 wirkte er als stellvertretender Ärztlicher Direktor des Zentrum für Psychosoziale Medizin in Eppendorf. Seit 2011 war er im Ruhestand.
Neben seiner Tätigkeit als Hochschuldidaktiker und Mediziner war van den Bussche auch als Medizinhistoriker, insbesondere als Experte zur Geschichte der Medizinischen Fakultät Hamburg, hervorgetreten.
Er verstarb am 13. September 2023 in Bonheiden.

## Veröffentlichungen (Auswahl)
- Die Hamburger Universitätsmedizin im Nationalsozialismus.  Dietrich Reimer Verlag, 2014, ISBN 978-3-496-02870-3
- Im Dienste der „Volksgemeinschaft“. Studienreform im Nationalsozialismus am Beispiel der ärztlichen Ausbildung. Dietrich Reimer Verlag, Berlin/Hamburg 1989 (= Hamburger Beiträge zur Wissenschaftsgeschichte. Band 4)
- als Hrsg.: Medizinische Wissenschaft im »Dritten Reich«. Kontinuität, Anpassung und Opposition an der Hamburger Medizinischen Fakultät. Berlin/Hamburg 1989 (= Hamburger Beiträge zur Wissenschaftsgeschichte. Band 5)
- Akademische Karrieren im „Dritten Reich“. In: Hendrik van den Bussche (Hrsg.): Medizinische Wissenschaft im »Dritten Reich«. Kontinuität, Anpassung und Opposition an der Hamburger Medizinischen Fakultät. Berlin/Hamburg 1989 (= Hamburger Beiträge zur Wissenschaftsgeschichte. Band 5), S. 63–117.
- mit Friedemann Pfäfflin und Christoph Mai: Die Medizinische Fakultät der Hamburger Universität und das Universitätskrankenhaus Eppendorf. In: Eckart Krause, Ludwig Huber, Holger Fischer u. a. (Hrsg.): Hochschulalltag im »Dritten Reich«. Die Hamburger Universität 1933–1945. 3. Teil. Berlin/Hamburg 1991 (= Hamburger Beiträge zur Wissenschaftsgeschichte. Band 3), S. 1259–1384